# Upayuvaraja I.
Upayuvaraja I. (Kunstname für Somdet Brhat Chao Maha Upayuvaraja, dessen eigentlicher Name nicht bekannt ist; * 1597; † 1622) war von 1621 bis 1622 für neun Monate König des Reiches Lan Xang im heutigen Laos.

## Leben
Upayuvaraja wurde im Königspalast ausgebildet und später von seinem Vater Voravongse II. zum Thronerben (Upayuvaraja) ernannt. Im Jahr 1621 stieß er seinen Vater vom Thron und regierte neun Monate lang. 1622 starb er unter mysteriösen Umständen und hinterließ Nachkommen, die allerdings nicht als Thronfolger beachtet wurden. Ihm folgte Pho Thisarath II. (regierte 1623–1627) auf den Thron.